# Dollond

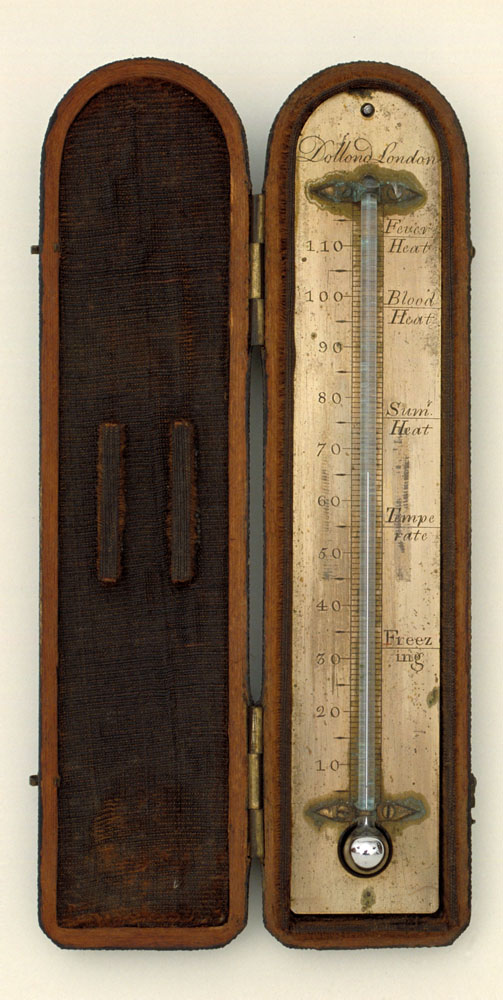
Termometro a mercurio realizzato dalla Dollond e conservato al Museo Galileo di Firenze.

La Dollond è stata una bottega inglese di strumenti scientifici.

## Storia
Celebre ditta inglese, specializzata nella costruzione di strumenti ottici, fu fondata nel 1752 nel quartiere londinese dello Strand da John Dollond (1706-1761) insieme al figlio Peter (1730-1820). A partire dal 1758 i Dollond misero in commercio lenti da telescopio in grado di correggere l'aberrazione cromatica. Presto si imposero in tutta Europa come i migliori costruttori di telescopi. Nel 1766, qualche anno dopo la morte del padre, Peter Dollond trasferì la bottega al 59 di St Paul's Churchyard, entrando in società col fratello John. Alla morte di quest'ultimo, nel 1804, e fino al 1820, divenne socio di Peter il nipote George Huggins (1774-1852), che nel 1805 assunse il cognome Dollond.